# 古巴翠蜂鸟
古巴翠蜂鸟（学名：Riccordia ricordii），是雨燕目蜂鸟科的一种鸟类。
古巴翠蜂鸟体重约3.2克，翼长约53毫米，嘴峰长约19.5毫米，喙宽度约1.8毫米，喙厚度约1.8毫米，跗蹠长约5.2毫米，尾长约45毫米。古巴翠蜂鸟在其分布区内为留鸟，其栖息在半开放的高大树木组成的森林中，食性为草食性，主要食物来源是植物的花蜜。
古巴翠蜂鸟分布于古巴岛、青年岛、大巴哈马岛、大阿巴科岛和安德罗斯岛。该物种是单型物种，没有亚种分化。